# 2009年の原爆忌における田母神俊雄講演会問題

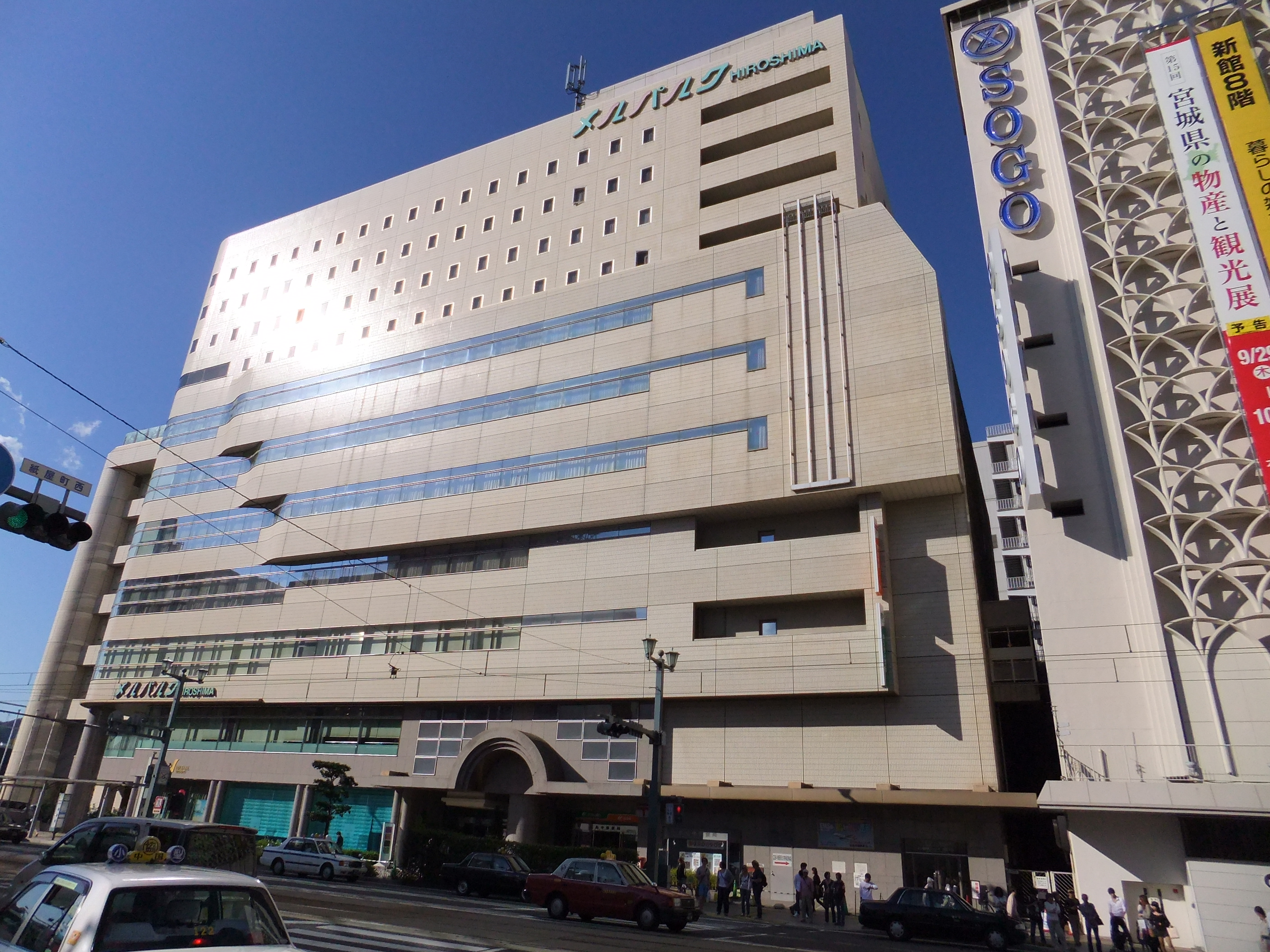
会場のメルパルク広島。道の反対側の南側には原爆ドームがある

2009年の原爆忌における田母神俊雄講演会問題（2009ねんのげんばくいにおけるたもがみとしおこうえんかいもんだい）は、2009年8月6日に広島県広島市で田母神俊雄が広島市を批判する講演会を開催しようとしたところ、広島市などから中止要請された出来事と田母神が広島の原爆慰霊祭は日教組などの左翼ばかりが集まっていると評した一件である。

## 講演会問題の概要
2009年6月、日本会議広島支部（会長・松浦雄一郎広島大学名誉教授）は、2009年8月6日の原爆忌当日に広島市中区のメルパルク広島で田母神俊雄前航空幕僚長による「ヒロシマの平和を疑う」との題目で講演を行うことを計画した。田母神は核武装論者として知られはじめた頃であり、一部の市民団体が広島平和記念式典がおこなわれる当日の、広島平和記念公園から徒歩5分の会場で田母神を主弁士とする講演が行われることを問題視した。
6月20日、田母神は中国新聞社に対し「核兵器は絶対に使われることのない兵器だが、持つか持たないかで国際的な発言力は全然違う。日本のために核兵器を持つべきだと考えており、講演ではそこに触れる事になると思う」と、講演で核武装論に触れる可能性を示すと、これに広島の7つの被爆者団体が反応し、日本会議広島支部への抗議と日程の変更を求める申し入れを行い、8月6日に講演が強行された場合には講演会場前で抗議集会を検討すると表明した。
6月29日には秋葉忠利広島市長が「言論の自由という視点で考えれば、いつどこで何を発するかは自由」としつつも、日本政府に核武装による国の防衛を主張している田母神が原爆の日（人類に対し核兵器が最初に実戦使用された）に被爆地で講演を行うことは「被爆者や肉親を（核兵器で）失った遺族の悲しみを、いやが上にも増す結果となりかねない」などとして、講演日程の変更を求め、正式に田母神サイドに要請書を送付した。平和記念式典は毎年原爆が投下された8月6日には広島平和記念公園で原爆死没者の霊を慰め、世界の恒久平和を祈念するため、広島市が主催する式典であり、核兵器廃絶を訴える市長による平和宣言をすることが半世紀続いた恒例であるが、田母神の主張する「核武装による防衛」は相容れないものであったために講演日変更を求めたという。
もっとも田母神が広島で講演を開催するのはこの時で3回目であり、2月14日に日本会議呉支部が開催した「日本をいい国と言って何が悪い」と題した講演会が、2月23日に同じくメルパルク広島で「自らの身は顧みず」と題して日本会議広島地方議員懇談会主催で開催されているが、それまで問題になっていなかった。

### 講演会変更求めた広島市（秋葉市長）への批判
日本会議広島の理事らからは、「とても過激な過剰な反応だと思う」「あたかも圧力をかけるようなやり方は理解できない」（日本会議広島常任理事石橋良三県議）「話を聞く前から拒否反応をするのは間違っている」や「核武装の議論をするが、核武装を主張するための講演ではない」とし、日本会議広島支部事務局は秋葉市長に対し「民間団体を排除する動き。思想信条を侵害することになる」と指摘し、その主旨の文書回答を検討するとしたうえで、被爆者団体からの抗議については「核兵器がない世界を求めることについては（広島）市と同じ思い。平和へのアプローチが違うだけだ」とした。また日本会議広島支部は主に広島県と山口県東部の県紙である中国新聞7月27日朝刊31面下1/4に意見広告を掲載し、そのなかで2008年に北朝鮮の核に触れないヒロシマの「平和宣言」に疑問があるとしたうえで、再び被爆者を生み出さないために安全保障の専門家で時の人でもある田母神の講演会を8月6日にする必要があるなどと主張した。なお、意見広告に中国新聞社に支払った広告費用1,491,000円（消費税込）を募金するようよびかけていたものであった。
田母神は7月5日に埼玉県で開催された「田母神論文と拉致問題」題したシンポジウムにおいて、「（秋葉市長の）論理が全くおかしいと思います。唯一の被爆国だから、三度目の核攻撃を受けないように、日本は核武装しなければならない」と述べ、同席していた三輪和雄は秋葉市長を「バカ市長」と非難して「こういう低レベルな市長を選んだのは市民の責任」などと批判した。

### 講演会開催
広島市の申し入れであるが、拘束力のないものであったため田母神の講演会は予定どおり開催された。当日は講演会開催に反戦団体や労働組合など200人が集まり、田母神に反対する横断幕を掲げてシュプレヒコールを上げるなどの抗議行動をし、さらに右翼団体の街宣車1台が登場し、市民団体ともみ合いになったが、警備の警察官による説得で事態を収拾した。なお、当日は会場に入りきらず別室でモニターで視聴したものを含め主催者発表で1400人が集まったが、講演会ではジョークを交えサービス精神旺盛なところを見せて持論を主張した。その中で核廃絶は夢物語であり無理であるが、核保有国は報復が恐ろしいので使用することはないだろうと核抑止についての講演を行った。なお、日本会議広島は当日の講演会の模様を『秋葉広島市長が「待った」をかけ、注目を集めた講演』としてCD「ヒロシマの平和を疑う～8.6 田母神俊雄 講演会」として販売している。また田母神が番組を持つ日本文化チャンネル桜のYouTubeの公式サイトに公開しているほか、保守言論誌『Will』2009年10月号に掲載されている。
それによると自身の核武装論のほか、秋葉市長に対する批判。平和教育は日本教職員組合による政治的扇動であると主張したほか、米国のルーズベルト政権に共産党員が300人いたから日米開戦に至ったとする、いわゆる真珠湾攻撃陰謀説を演説した。そして講演の締めでは『国民が保守の言論を求めていることがわかってきました。保守の言論は左翼の言論に圧倒されないようにしなければなりません。そのためにも産経新聞と「正論」と「Will」を買って、アパホテルに泊まりチャンネル桜を見てください』であった。この田母神の発言に対し会場は大爆笑であったという。

### 広島市に対する批判
産経新聞の古森義久はこの騒動に対し、秋葉忠利広島市長が長年（秋葉が2002年にアメリカン大学でのパネルディスカッションで米国の核のみを批判した例を挙げ）、核廃絶を主張する際にほとんど中露、イラク、北朝鮮には触れず、アメリカの核だけを廃絶の対象にあげてきたとし、日本の反核運動は左翼による政治的に偏った運動が顕著だった歴史があると主張し、それがこの騒ぎの背景にあるとしている。
また日本会議地方議員連盟のブログ『草莽崛起ーPRIDE OF JAPAN』は田母神の講演を原爆忌に広島で開催したことによって、秋葉市長の2009年の平和宣言の中で「核実験を強行した北朝鮮等、全ての国における核兵器取得・配備の即時停止」と北朝鮮に言及した事に対し、「広島平和宣言を変えさせた田母神講演会」と賞賛している。それによれば「（広島の平和宣言において）これまで、中国や北朝鮮の核開発を一切批判してきませんでした。そうした「ヒロシマ」の平和行政に異議申し立てをした日本会議広島の問題提起に対して、今回、広島の秋葉市長は自らの平和宣言において初めて北朝鮮の核実験について言及しました。日本会議広島の意見に秋葉市長は屈したわけです。もちろん、秋葉市長の広島宣言は、問題箇所満載です。しかし、社会主義勢力の核は善とする彼ら反戦平和運動のイデオロギーの破綻を認めさせたという意味で、今回の日本会議広島の戦いは、大きな成果があったといえましょう」などと、田母神を評価した。
ただし、冷戦期の平和宣言では米ソを中心とした批判もしており、核保有五大国への批判時には中国も名前をあげて抗議、批判している。また、北朝鮮も田母神講演以前の2003年～2005年の平和宣言で名前をあげており、一切批判してこなかったというのは事実に反するが、北朝鮮核保有宣言後の2006年、核実験後の2007から2008年の平和宣言では北朝鮮には言及せずに、2007年、2008年では米国のみを名指しで批判しており、これについてはマスコミからも秋葉は批判されている。

## 田母神による広島平和記念式典に対する批判問題

### 発言の概要
広島市における講演会の後、田母神は自身の田母神俊雄後援会公式ホームページの「田母神ルーム」で広島の原爆慰霊祭についてのコメントで『慰霊祭の参列者の中には広島市民も被爆者やその家族の方々もほとんどいない、全国からバスなどで集まってきたある種の思想を持った人たちで、広島の被爆とは全く関係のない人たちが参列しており、平和学習と称して日教組の先生方に引率された小学生や中学生もいっぱい参列している』と主張し、こうした事実はテレビや新聞でも全く報道されていないとした。また広島の原爆慰霊祭は核廃絶の政治運動であり、核廃絶以外の意見が公式には全く言えないような状況であるなか、広島で講演したことは「言論の自由」の確保に一定の効果があったなどと主張した。
ついで、8月24日、第45回衆議院議員総選挙で大阪府第17区に改革クラブから出馬した西村眞悟の応援演説に堺市内の駅前に立った際、広島平和記念式典を「左翼の大会」と呼び、“広島在住の知人から聞いた話”として「祈念式典出席者に本物の被爆者や被爆者家族はほとんどいない。並んでいるのは全国から集った左翼。一部政治勢力が日本弱体化を図っている」「広島市民も広島県民もほとんどいない」と発言、麻生太郎首相が式であいさつしたことを「マンガです、ほとんど」と評した。
翌8月25日には宮崎県第1区から出馬した中山成彬の応援演説でも「慰霊祭は左翼運動。あそこに広島市民も県民もほとんどいない。被爆者も2世もいない。左翼ばかりだ。並んでいるのは全国から集まった左翼。一部政治勢力が日本弱体化を図っている」などと大阪で行なったと同様の演説をした。なお中山とはサイゾー2008年12月号で対談して外交問題や歴史認識で意気投合したという。さらに26日には大阪・八尾市において大阪府第14区に出馬した衆議院候補の応援演説で「反日運動」と批判した。なお田母神本人によれば、発言の根拠については「広島の知人がみんなそう言っている」からというものであり、その後も講演で繰り返し同じ話をしているという。
田母神が朝日新聞社による電話取材に9月15日に応じたという2009年9月18日の記事（大阪本社版）によれば、一連の発言の根拠は「（8月6日の）講演前後に広島の人たちに聞いた。ざっと20人くらいの、社会的地位のある方だ。名前は言えない」であるとし、発言を繰り返す理由として「広島の人から『田母神さんは発言力があるからぜひ言ってください』と頼まれているから、言っているだけだ」としている。また朝日新聞によれば平和記念式には被爆者も自民党員も参加しているのではないかという問について田母神は「しているかもしれないが、全体から言えばほとんどいないはずだ」とコメントしたとしている。

### 田母神発言に対する反発
田母神発言に対し広島市及び広島被爆者団体協議会は「事実誤認も甚だしく、コメントに値しない」「虚偽発言。記念式典への許し難い中傷だ」などと反発している。
田母神によるこれらの発言に対し、広島市は当日の平和式典の参加者は約5万人で、会場となった広島平和記念公園の芝生広場に用意された座席は約12,000席であり、被爆者とその家族席として5500席のテント席を設けたとし、広島市市民活動推進課はテント席には高齢被爆者で一杯であり、一般席にも多くの被爆者がいたとしている。広島市原爆被害対策部の担当者は「事実誤認であり、コメントできない」と述べた。
広島被爆者団体協議会の坪井直理事長は「広島の平和記念式典は被爆者が平和宣言を聞き、亡くなられた方々に献花などする場。田母神氏の発言は実証がないのに人を扇動するばかりだが、何の効果もない。騒ぐ必要はないだろう」とし、「真実とはほど遠い。相手にもしたくないが、間違ったことが風評になることは止めなければいけない」と主張した。また広島県被団協も「暑い中、慰霊のため参列する老いた被爆者の心情をわかっていない。許されない」と批判した。なお、広島市によれば田母神サイドに抗議することも検討したが「事実を踏まえておらず、まともに取り合うべきではない」と判断したという。
長崎原爆被災者協議会も「原爆犠牲者に対して失礼だ。式典には歴代首相が参列して恒久平和と核兵器廃絶を誓っているのだから、日本政府はきちんと田母神氏に抗議すべきだ」と主張した。
藤田博之広島市議会議長・自由民主党広島県連副会長は「毎年、多くの自民党市議や県議、党員が参列している。被爆者、市民、県民が多数出席しているのは言うまでもない」「出席者に対する侮辱であり、許し難い」と田母神の発言内容を否定したうえで、「もし核廃絶や世界恒久平和の実現を訴えることが左翼と言うのなら、極めて偏狭で誤まった考えだ」とコメントを寄せている。

### マスコミによる報道
全国紙では、その後ほとんど経緯が報道されなかったが、関係する地域では次のような記事が掲載された。
田母神が電話取材に9月15日に応じたという2009年9月18日の記事（朝日新聞大阪本社版）によれば、田母神の説明に対して、講演会を主催した日本会議広島の蓼征成理事が、「田母神氏のように考えている人は私の周りには見当たらない。」などと田母神の見解について疑問視する発言を載せたが、取材を受けた蓼征成は「ある明確な意図（田母神つぶし）」をもった記事が朝日新聞に掲載されたとし、朝日新聞は田母神支援者も、田母神発言に疑問を呈しているかのような印象を意図的に誘導し、自身の発言についても極めて作為的な報道の仕方をされたとして、記事掲載当日に抗議をしている。
中国新聞のコラム『天風録』2009年8月28日の中で、被爆者は出席していないという「被爆者席」を見ていないとして、田母神の言論を「ノストラダムスの大予言（の予言解釈本）」と同様に、無責任な主張をする「トンデモ本」の著者と評したが、そのなかで『トンデモ本が出回る社会には自由があるそうだ。でたらめを承知で「うそ」を楽しむのも一つの文化であり、健全さの証しと見る人もいる。しかしそれは傷つく人がいないならである。（中略）かつての戦争を正当化する「論文」のたぐいも今までにも増して、まゆにつばをつけて読まねばなるまい。大予言は「外れたね」で済んだが、こちらは笑ってすまされない』と主張した。
毎日新聞長崎版の「島じま：言論　／長崎」において、応援演説で田母神が「原爆の被爆者も2世もいない。並んでいるのは全国から集まった左翼」と評した事に対し、『完全な事実誤認を選挙運動の一環として、公の場で堂々と言い放つ神経が理解できない。こうした言葉を聞いていると、その貧困さに暗たんとした気分にすらなってしまうが、その一方で、有権者が候補者の選択をする最大の材料はやはり「言論」なのだとも思った』と報じた。

## 2010年の原爆忌における田母神俊雄講演会
田母神は2010年の原爆忌においても、同じく日本会議広島の主催で『ふたたびヒロシマの平和を疑う』と題して、2009年と同様の内容の講演会を中区基町にあるリーガロイヤルホテル広島で開催した。
この講演会に対し2009年のような市民団体による抗議活動はなく、日本のマスメディアで報道されることもなかった。韓国の朝鮮日報は「広島をはじめとする全国各地では、核武装を求める極右の声が高まった」などとし、その「証左」として「侵略戦争を否定する妄言で知られる」田母神が「昨年に次いで2度目となる、日本の核武装を主張する講演を行った」と報道した。